# Museo de la Ciencia y el Cosmos
El museo de las Ciencias y el Cosmos (MCC) pertenece al Organismo Autónomo de Museos y Centros del Cabildo de Tenerife (Tenerife, Canarias, España). Fue inaugurado en 1993 por iniciativa del propio Cabildo y del Instituto de Astrofísica de Canarias (IAC). Se encuentra en la ciudad de San Cristóbal de La Laguna. Su finalidad es la de acercar al público los descubrimientos que está proporcionando el estudio del Universo. Considerado el museo de ciencia y astronomía más importante de Canarias y uno de los más importantes de España.
Es ante todo un museo participativo, en el que el visitante tiene la oportunidad de "experimentar" por sí mismo las leyes y principios que rigen la Naturaleza, desde el funcionamiento del cuerpo humano, hasta el funcionamiento de las estrellas. Está orientado a todos los públicos. Su misión no es mostrar simplemente una colección de objetos y hallazgos, sino "comunicar" la ciencia a los visitantes de una forma lúdica y que facilite la comprensión y el aprendizaje. 
Además de sus diversos módulos interactivos que ponen en práctica las leyes de la física, dispone de un planetario en el que se proyectan películas y se imparten talleres.

## Información general
A continuación se detalla la información básica del Museo de la Ciencia y el Cosmos, incluyendo horarios y tarifas:

### Horario
- De lunes a sábado de 9:00 a 19:00h
- Domingos y festivos de 10:00 a 17:00h

### Condiciones para grupos
Los grupos entre 10 y 30 personas podrán acceder al museo de martes a sábado previa cita telefónica llamando al 922 31 52 65.

### Tarifas exposición permanente
- Entrada general residente canario: 3,00 euros.
- Entrada general: 5,00 euros.
- Entradas bonificadas residente canario (estudiantes, jubilados, mayores de 65, miembros de familias numerosas y grupos de más de 8 personas): 2,00 euros.
- Entradas bonificadas no residente: 3,50 euros.
- Entradas gratuitas: viernes y sábado de 16:00 a 20:00h (de 13:00 a 17:00h en festivos), grupos escolares de la Comunidad Autónoma de Canarias, niños menores de 8 años, miembros del ICOM y profesores y guías acompañados por grupos o en visita prospectiva.

### Tarifas Planetario
- Tarifa general: 1,00 euro.
- Niños/as menores de 8 años: gratis.

## Exposición permanente
Los más de setenta experimentos participativos con los que cuenta el Museo de la Ciencia y el Cosmos se distribuyen en una sala elíptica similar a una plaza.

## Galería de imágenes

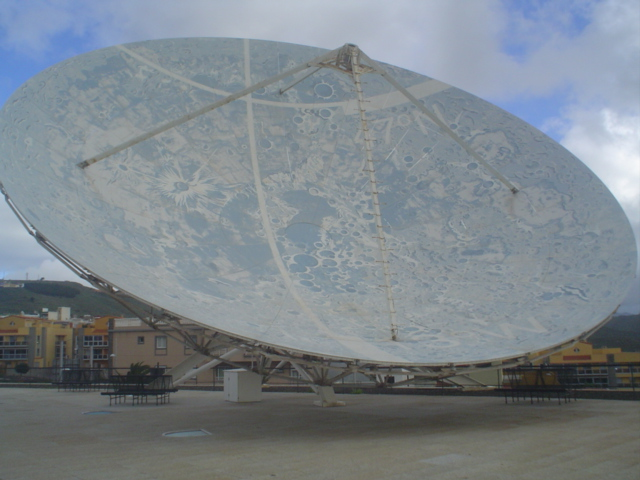
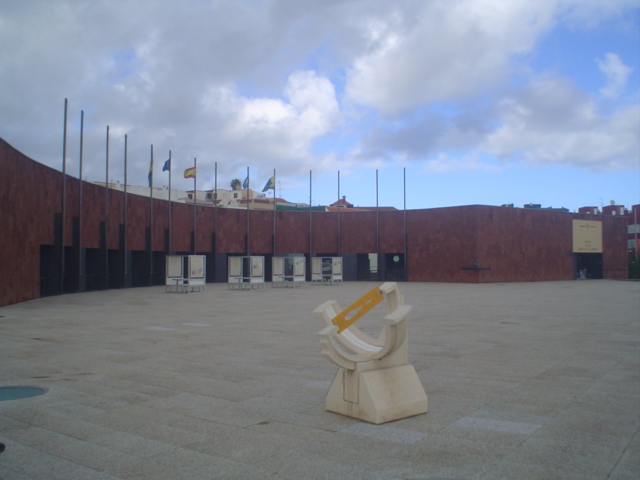
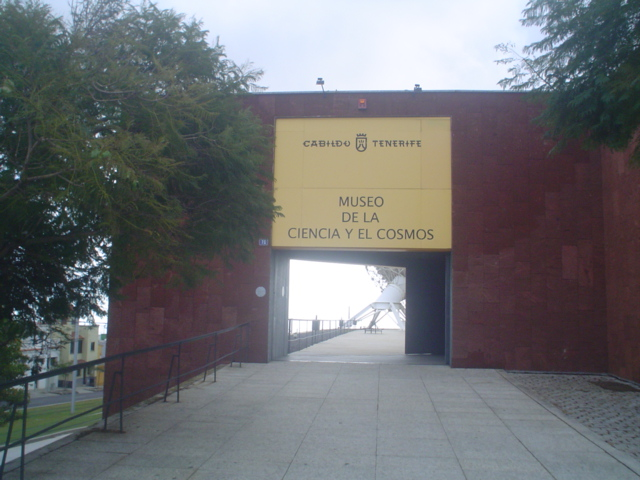